# Дуала
Дуала (фр. Douala) је град у Камеруну у Приморској покрајини. Дуала је највећи град у држави. По процени из 2001. године у граду је живело више од 2.000.000 становника.

## Становништво
| 1991.   | 1999.     |
| ------- | --------- |
| 884.000 | 1.448.300 |

## Партнерски градови
- Њуарк
- Филаделфија
- Акхисар
- Дакар
- Стразбур
- Виндхук